# Датская Вест-Индия
Да́тская Вест-И́ндия (дат. Dansk Vestindien) — колония Дании в архипелаге Малых Антильских островов, в которую входили острова Санта-Крус, Сент-Джон, Сент-Томас и некоторое число близлежащих островов.
Колония была основана датской вест-индской компанией в 1672 году. В 1755 году компания была национализирована. На острова завозили рабов из Африки для работы на плантациях, но в 1792 году датское правительство запретило работорговлю, а в 1848 году рабство было отменено. Во второй половине XIX века началось обсуждение вопроса о продаже островов Соединённым Штатам Америки, но сделке помешала начавшаяся в Штатах гражданская война. После начала Первой мировой войны возникла угроза оккупации островов Германией. В 1917 году острова были проданы США за 25 миллионов долларов. В составе США Датская Вест-Индия получила название Американские Виргинские острова.

## География

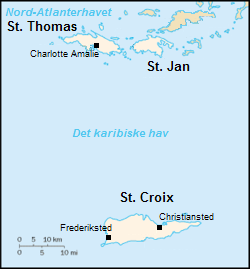
Карта

Острова, составлявшие Датскую Вест-Индию, располагаются в 60 километрах восточнее Пуэрто-Рико. В состав колонии входило всего около 68 островов, бо́льшая часть из которых необитаема и сейчас. С севера они омываются Атлантическим океаном, с юга — Карибским морем, и находятся у жёлоба Пуэрто-Рико.
Самым большим островом архипелага является Санта-Крус, площадью 212 км². На нём в 1754—1871 годах находилась столица колонии — Кристианстед. Вторым по площади островом является Сент-Томас (80 км²), ставший первым островом в Вест-Индии, на котором основали поселение датчане. На нём же в 1672—1754 и 1871—1917 годах располагалась столица колонии — Шарлотта-Амалия. Третье место по площади занимает остров Сент-Джон (49 км²), а четвёртое — Уотер-Айленд (около 2 км²). Общая же площадь Датской Вест-Индии составляла 352 км².
Острова холмистые, сложены в основном известняками, имеются выходы древних кристаллических или вулканических пород. Наивысшая точка — Гора Короны, 474 м. Морские воды у островов богаты рыбой, ракообразными и моллюсками. В результате создания датчанами многочисленных плантаций на островах растительный и животный мир в значительной степени были уничтожены. Теперь 60 % острова Сент-Джон занимает национальный парк Верджин-Айлендс, а на месте небольших плантаций на Сент-Томасе находятся редколесья и кустарники.

## История

### Основание колонии
Первыми жителями Виргинских островов были сибонеи, карибы и араваки. В ноябре 1493 года острова открыл Христофор Колумб, который и дал им современное название. Первыми в Скандинавии на Америку обратили внимание датчане. В 1622 году голландский резидент в Копенгагене предложил королю Кристиану IV создать компанию, которая получила бы право на торговлю с Вест-Индией. 25 января 1625 года король даровал компании это право сроком на восемь лет. Также ещё в 1624 году он отправил несколько датских судов вместе с голландским караваном в Вест-Индию. Тем не менее это предприятие не увенчалось успехом в связи с вмешательством Дании в тридцатилетнюю войну, что сделало невозможным для датчан организацию каких-либо новых торговых предприятий.

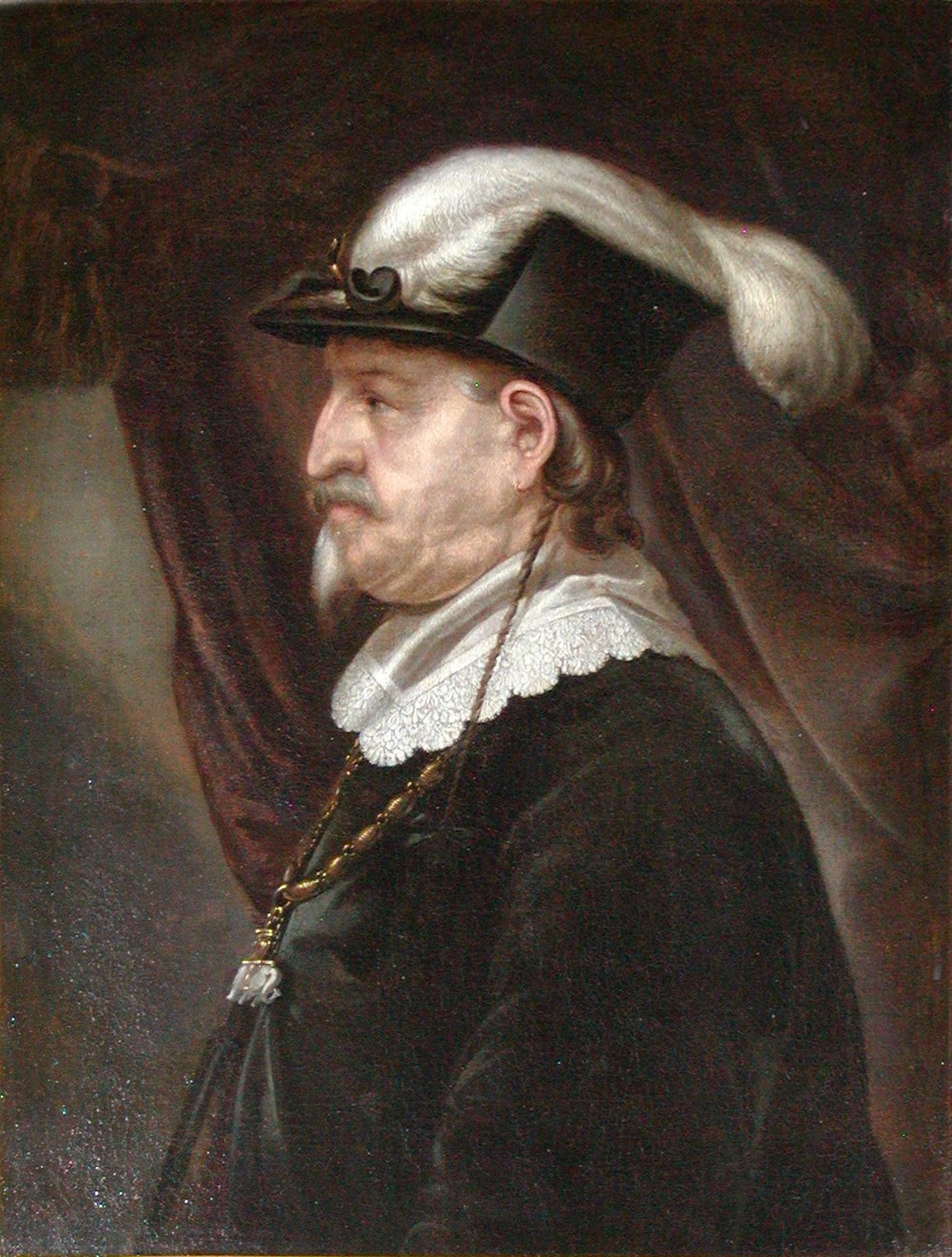
Портрет короля Кристиана IV

Однако неудача в 1625 году не означала отказа от попыток создания колонии в принципе. В 1647 году принц Фредерик организовал торговую миссию под командованием Гариэля Гомеза, однако ни экспедиция 1647 года, ни последующая экспедиция 1651 года не были успешными. Лишь в 1652 году рейс торгового судна «Фортуна» капитана Эрика Нильсена Смита окончился успехом, за что король освободил его от уплаты ввозных пошлин. В марте 1653 года Нильс Эрик Смит отправился во второе плавание, которое благополучно завершилось в ноябре, когда Смит вернулся в Данию с грузом из 4000 связок табака, 40000 фунтов имбиря, девяти бочек сахара и семи бочек индиго. Успех этих рейсов способствовал росту интереса не только к торговле с Вест-Индией, но и к созданию колонии. В результате в 1654 году из Дании на Карибы отправились уже пять торговых кораблей. Эти экспедиции были успешны, однако острова становились опасным местом, и уже третья экспедиция Эрика Смита окончилась неудачно — его и ещё один датский корабль были захвачены и ограблены. Более того, в конце 1650-х годов началась очередная датско-шведская война, что вынудило датчан отложить планы по созданию каких-то колоний или предприятий.
Очередная экспедиция в Вест-Индию под началом Эрика Смита отправилась лишь в феврале 1662 года и вернулась в Данию спустя год, в феврале 1663 года. Спустя два года, в апреле 1665 года, Смит предложил датскому королю Кристиану V основать колонию на Сент-Томасе, в частности, поскольку в его удобной гавани торговые корабли могли укрываться от штормов. Спустя три недели план был одобрен, и 6 мая 1665 года был назначен губернатором Сент-Томаса. Уже 1 июля поселенцы на корабле Энрагт (дат. Eendragt) отправилась на Карибские острова. Корабль пережил два шторма, а также сильный пожар. В конце 1665 или в начале 1666 Смит добрался до Сент-Томаса, но вскоре был атакован английскими каперами — ещё два года назад началась очередная англо-голландская война. Однако неудачи и бедствия, такие, как сложности в кооперации с проживавшими на соседних островах англичанами и голландцами, нападения английских пиратов, болезни, повлекшие смерть многих колонистов, в том числе и Эрика Смита, и природные катаклизмы, привели к тому, что спустя 19 месяцев датчане вернулись домой, оставив колонию.

### Вест-Индская компания

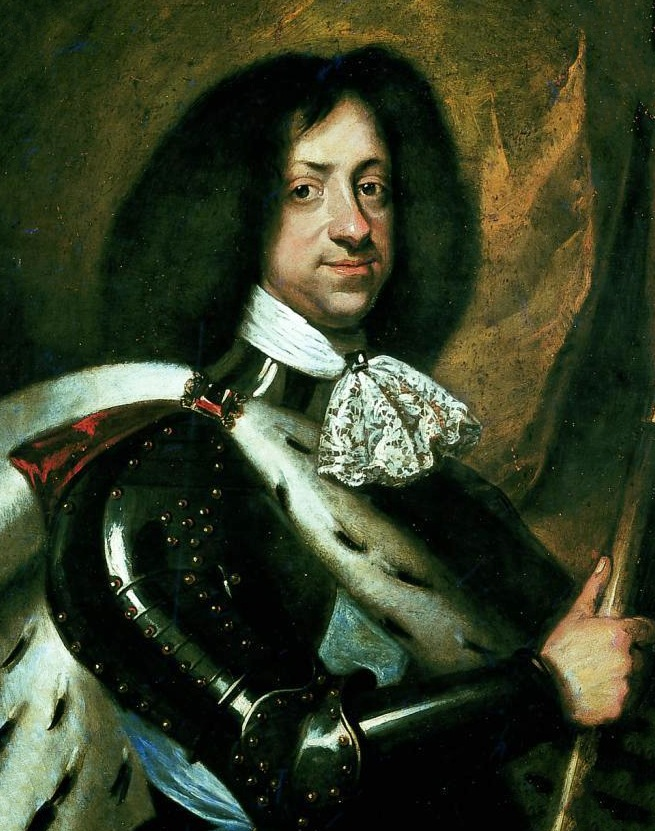
Портрет короля Кристиана V

Лишь в 1672 году датчане предприняли новую попытку колонизировать Сент-Томас. Дабы дать импульс к развитию торговых предприятий, 1668 году была создана торговая палата, работа которой активизировалась с восшествием на престол Кристиана V. В июле 1670 года Дания заключила с Великобританией соглашение о торговле и союзе, среди основных статей которого была статья о безопасности датской колонии на Сент-Томасе. В 1671 году была создана датская Вест-Индийская компания, в управление которой был передан Сент-Томас. Компания была схожа с современным акционерным обществом, которое король и другие богатые датчане обеспечивали необходимым капиталом. Компания получила от короля ряд привилегий, в том числе национальную монополию. Его губернатором был назначен Йорген Иверсен Дюббель, которому король предоставил два корабля (яхта Den forgyldte Krone и фрегат Фэроэ). Дабы увериться, что остров всё ещё не занят, Den forgyldte Krone отправился первым (31 августа 1671), после чего, как предполагалось, корабли должны встретиться на Барбадосе. Тем не менее Færøe, на котором плыл сам Дюббель, сильно задержался (была обнаружена течь и по пути корабль встал на ремонт в Брюгге до февраля 1672), а потому Den forgyldte Krone вернулся в Данию. Наконец, 25 мая 1672 года Færøe прибыл к Сент-Томасу. Из 190 колонистов до острова добрались 104 (77 человек умерли, 9 человек бежали). Вскоре над островом был поднят датский флаг.
На берегу удобной естественной гавани Сент-Томаса датчане начали строительство форта Кристиан (назван в честь тогдашнего короля), для защиты города-порта, который в 1691 году получил название Шарлотта-Амалия, в честь Шарлотты Амалии Гессенской, супруги Кристиана V. Основные усилия датчан были направлены на создание первых плантаций и установление торговых связей с метрополией. Серьёзной проблемой являлся недостаток рабочей силы, поскольку болезни и непривычный климат убивали людей быстрее, чем эти потери можно было восполнить. Для решения этой проблемы датчане начали завозить на острова чёрных рабов из Гвинеи. В 1673 году Африканская компания отправила первый корабль в Гвинею, который привёз на Сент-Томас 1003 рабов. 28 ноября 1674 года король подписал эдикт о поглощении африканской компании вест-индийской компании, которая теперь получала право на торговлю с Гвинеей и меняла название на датскую вест-индскую и гвинейскую компанию. Население колонии росло медленно, и к 1680 году на Сент-Томасе жило 156 свободных «белых» и 175 рабов, занимавших 47 небольших плантаций. Проблемой также являлись протесты, со стороны представителей других держав, присутствующих в регионе — Соединённых Провинций, Испании, Англии, а также Франции, силы которой в 1678 году (в силу участия Дании в голландской войне на стороне противников Франции) напали на Шарлотту-Амалию. В связи с этим, а также с началом 1675 году очередной датско-шведской войны, что вело к неблагоприятным экономическим обстоятельствам в Европе, колония пока что не могла начать выплачивать дивиденды.

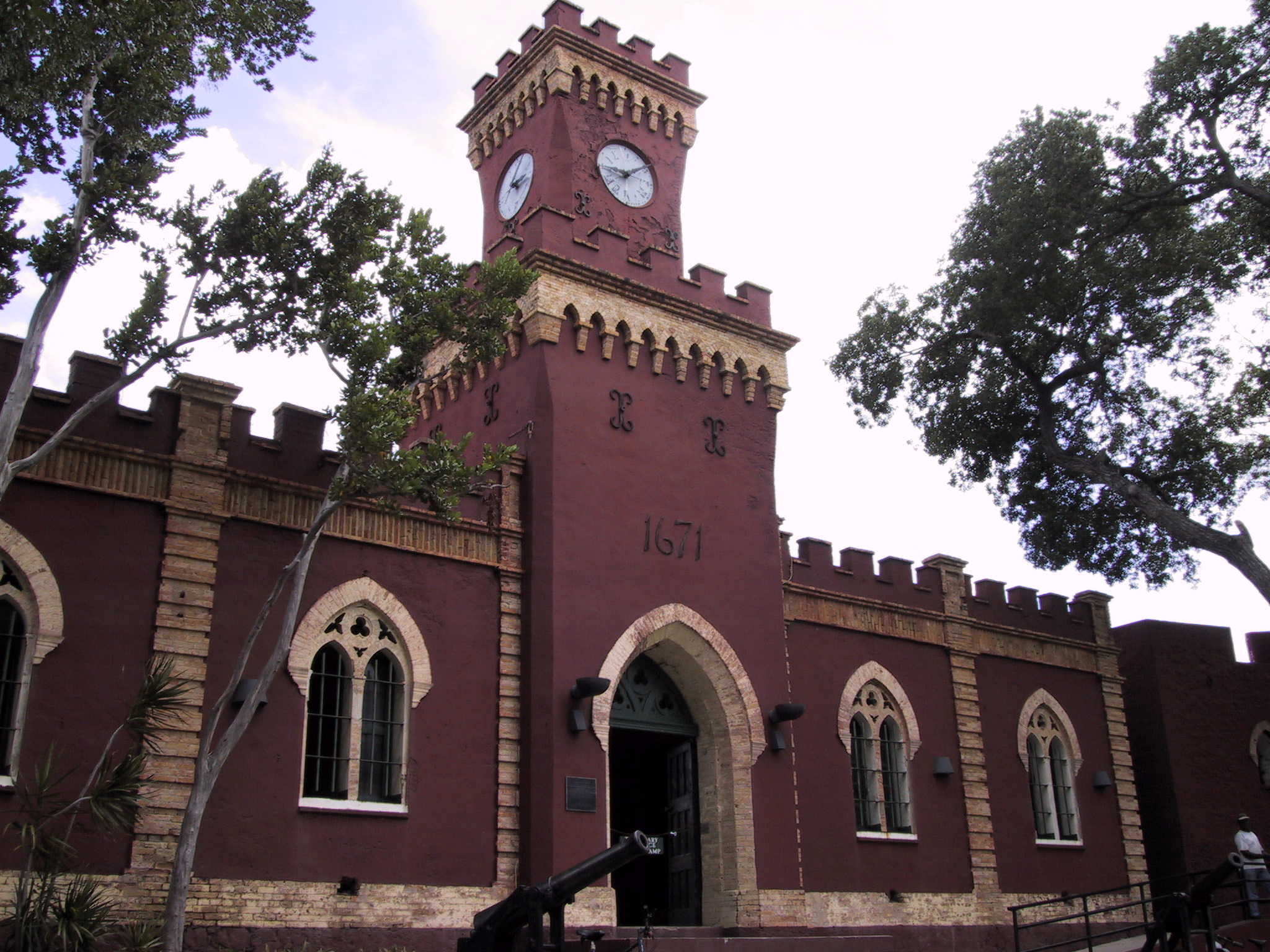
Форт Кристиан

После ухода Дюббеля с поста губернатора этот пост четыре года занимали Николай Эсмит и Адольф Эсмит, при которых Сент-Томас получил славу рая для пиратов, что привело к отзыву Адольфа в 1684 году в Данию. Новым губернатором в соответствии с указом короля от 7 мая 1684 года стал Габриэль Милан. Новый губернатор выпустил ряд законов, ограничивающий свободы рабов, а также обязал владельцев плантаций вести документацию под страхом конфискации имения. Также тех, кто получил плантации в собственность от компании, обязывали начать производство сахара. В целом, в 1680-х колония развивалась медленно. Основными товарами на экспорт были табак, сахар и индиго. Торговля с метрополией оставалась нерегулярной. В попытках оживить экономику колонии, которая испытывала сложности в связи с недостатком капиталов, а также монополией на торговые перевозки, которая находилась в руках компании, датчане заключили ряда договоров и соглашений об аренде части владений компании в обмен на отчисления в пользу компании. Такие соглашения были подписаны Бранденбургом, а также с некоторыми богатыми судовладельцами и купцами. Монополия же компании на грузоперевозки из колонии была нарушена в 1708 году, когда вест-индская компания была вынуждена предоставить ряд привилегий богатым плантаторам.
Нейтралитет Дании в ходе войны за испанское наследство положительно сказался на экономике датской Вест-Индии, поскольку Шарлотта-Амалия стал перевалочным пунктом для французских, голландских и английских купцов, опасавшихся торговать и проводить коммерческие операции на «своих» островах. Тем временем в 1718 году датчане колонизировали соседний с Сент-Томасом Сент-Джон, что было связано недостатком земли на Сент-Томасе и желанием колонистов расширить владения. Попытки завладеть этим островом предпринимались и ранее, но лишь при губернаторе Эрике Бредале датчане смогли основать на острове поселение. Первоначально на острове выращивали хлопок и табак, но впоследствии здесь расширилось производство сахара. Выращивание и переработка сахарного тростника были прибыльными, но в то же время они были очень трудоёмкими, а потому на остров начали массово заводить рабов. Массовый приток рабов в колонию привёл к тому, что в 1725 году на Сент-Томасе жило 324 «белых» и 4490 рабов. На Сент-Джоне жило 208 европейцев и 1087 рабов. В результате суровости плантаторов на нём в 1733 году вспыхнуло восстание. Датский гарнизон был перебит, части «белых» удалось бежать с острова. Все плантации на острове, коих было около 50, были сожжены. Датский гарнизон на Сент-Томасе был слаб, а потому лишь в следующем году, при помощи французского гарнизона с Мартиники, началось подавление восстания. К маю оно было окончательно подавлено, вскоре после чего производство на плантациях было возобновлено.

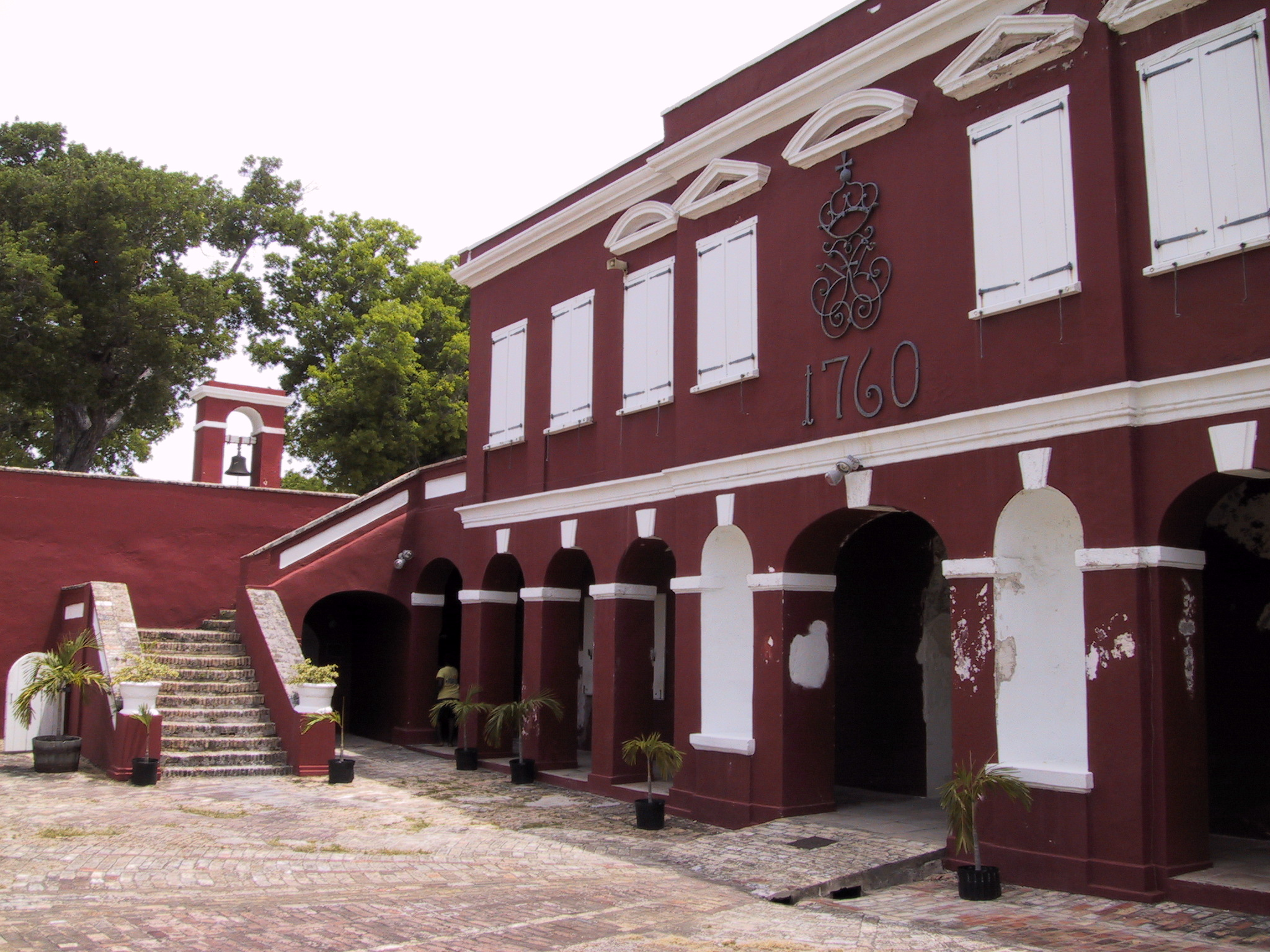
Внутренний двор форта Фредерик в Фредерикстеде, Санта-Крус

Также в 1733 году произошло ещё одно важное для колонии событие. Датская вест-Индская компания купила у французской Вест-Индской компании остров Санта-Крус. Подобная покупка была связана как с исчерпанием земель на уже заселённых островах, так и с финансовым кризисом компании, которая с 1721 года несколько лет не могла выплачивать дивиденды вкладчикам. В результате в 15 июня 1733 года в Копенгагене был заключён датско-французский договор, согласно которому остров переходил в собственность датской вест-индской компании в обмен на уплату 750 000 ливров с условием, что Дания не продаст остров другой державе без консультации с Францией. По размеру Санта-Крус превосходил суммарную площадь островов Сент-Томас и Сент-Джон. После передачи острова датчанам на нём были основаны укреплённые поселения Кристианстед и Фредерикстед. Санта-Крус был гораздо крупнее и плодороднее Сент-Томаса и Сент-Джона. Территория острова достаточно быстро стала обрабатываться, начался экономический бум. Уже к 1751 году на острове насчитывалось 64 плантации, большинство владельцев которых, однако, были не датчанами. Население же острова уже к 1755 году превосходило население Сент-Томаса и Сент-Джона вместе взятых.
Экономический бум сопровождался быстрым ростом населения. Возрастающее благосостояние колонистов привело к волнениям на островах. Колонисты требовали отмены монополии вест-индской компании на торговлю и производство сахара и другие уступки, что вылилось в противостояние с руководством компании. Так, компания вынуждена была разделить управление Сент-Томасом и Сент-Джоном с одной стороны и Санта-Крус с другой. В 1748 году колониальная администрация сообщала в Копенгаген, что необходимо предпринять что-то для помощи плантаторам, которые находились в бедственном положении и которых в связи с этим жители соседних островов называли «компанией чёрных». Начало 1750-х годов отмечается ростом благосостояния колонии, что привело к двукратному увеличению дохода от ввозных пошлин. Количество кораблей, отправляемых вест-индской компанией в Гвинею и в Вест-Индию возросло с четырёх в 1747 г. до тринадцати в 1750—1751 гг. Однако состояние плантаций было неутешительным. В 1747 году одна плантация была продана, а другие в 1749—1754 гг. испытывали бюджетный дефицит. Тем не менее в это же время компания столкнулась с рядом серьёзных проблем, среди которых неурожай, долг около 100 000 риксдаллеров, а также потери кораблей вследствие мятежей рабов. После одной из таких потерь в 1754 году совет директоров компании 24 июля направили королю предложение распустить компанию. Собрание акционеров компании приняло предложение короля о покупке компании и принятии на себя её обязательств. В результате в 1755 году торговля в колонии была открыта для всех жителей Дании и Норвегии. Власть в колонии была передана новой администрации. Управление было организовано по типу местного управления в Дании с генерал-губернатором и местной администрацией. Столица колонии была перенесена в Кристианстед, на Санта-Крус.

### Колония Дании

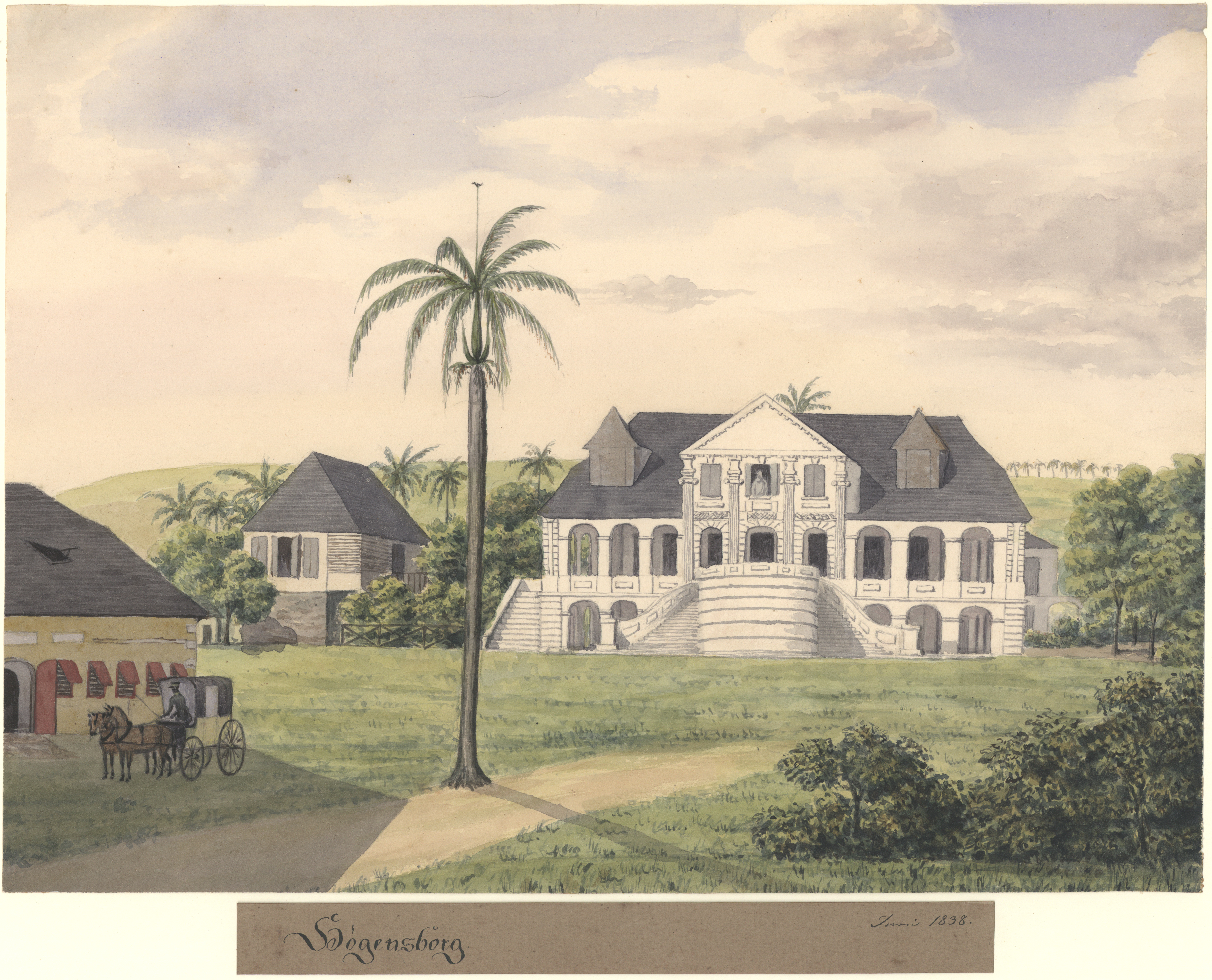
Поместье Хогенсброк на острове Санта-Крус, 1833

В 1759 году на острове Санта-Крус вспыхнуло восстание рабов, которое было жестоко подавлено. К 1764 году Шарлотта-Амалия стала центром островной коммерции. Развитию плантационной промышленности способствовал спрос на сахар в Европе. В результате, с 1755 по 1764 год интенсивно шёл экспорт сахара с острова Санта-Крус. Если до этого в колонию приходило 3—4 судна в год, то в 1764 году — 36 судов. В этом же году порт Санта-Круса был объявлен свободной гаванью и вооружённые силы колонии получили подкрепление в виде двух пехотных рот. С началом американской войны за независимость было создано Датское Вест-Индское торговое общество, которые пользовалось массой преимуществ, важнейшими из которых была свобода от налогов и пошлин, бесплатное использование казённых пакгаузов и причалов.
Во время Наполеоновских войн острова были оккупированы Великобританией с начала с марта 1801 года по 27 марта 1802 года, затем с декабря 1807 до 20 ноября 1815 года, когда они были возвращены Дании. После окончания британской оккупации экономика колонии была быстро возрождена. В начале 1820-х годов колонисты получили право сбывать сахар в Северную Америку без налогов. Но в 1820 году в Европе начался экономический кризис, который сильно ударил по датской колонии. Цены на сахар упали вчетверо. Многие плантаторы стали разоряться и рабы оказались на пороге голодной смерти, когда датское правительство предоставило кредит на закупку питания, а губернатор колонии Бентсон самовольно повысил пошлины. В 1833 году была ликвидирована монополия на вест-индскую торговлю и Копенгаген потерял статус крупнейшего реэкспортного центра. В 1837 году губернатор Петер фон Шольтен установил границы физического наказания рабов. Кроме того, негры получили право на имение собственности, а понятие «раб» было выведено и заменено словом «несвободный». В 1847 году король Дании издал декрет, что все дети рабов, рождённые после его опубликования, объявляются свободными, а ещё через 12 лет рабство должно быть отменено полностью. В 1848 году на острове Санта-Крус вспыхнул мятеж рабов, в результате которого рабство было отменено вообще.
В 1864 году произошла датско-прусская война, которую Дания проиграла. На мирных переговорах Пруссия потребовала себе Шлезвиг и Южную Ютландию. Датчане предложили пруссакам Датскую Вест-Индию и Исландию в обмен на отказ от этих требований, однако сделка провалилась. В 1865 году президент Соединённых Штатов Америки Авраам Линкольн заявил датскому послу в США Рослёфу, что в ситуации, когда в стране идёт гражданская война, северяне нуждаются в опорном пункте в Карибском море, и если Дания уступит свою колонию США, то получит 7,5 миллионов долларов. Однако датское правительство согласия не дало, но и не отказалось. Спустя два года Рослёф, ставший военным министром, добился согласия от короля и правительства, оперируя тем, что деньги нужны для проведения военной реформы. Трактат о продаже островов был подписан в 1867 году. Также был проведён референдум на самих островах, на котором большинство населения высказалось за продажу колонии, но новый президент США Улисс Грант при поддержке сената отклонил данное предложение.

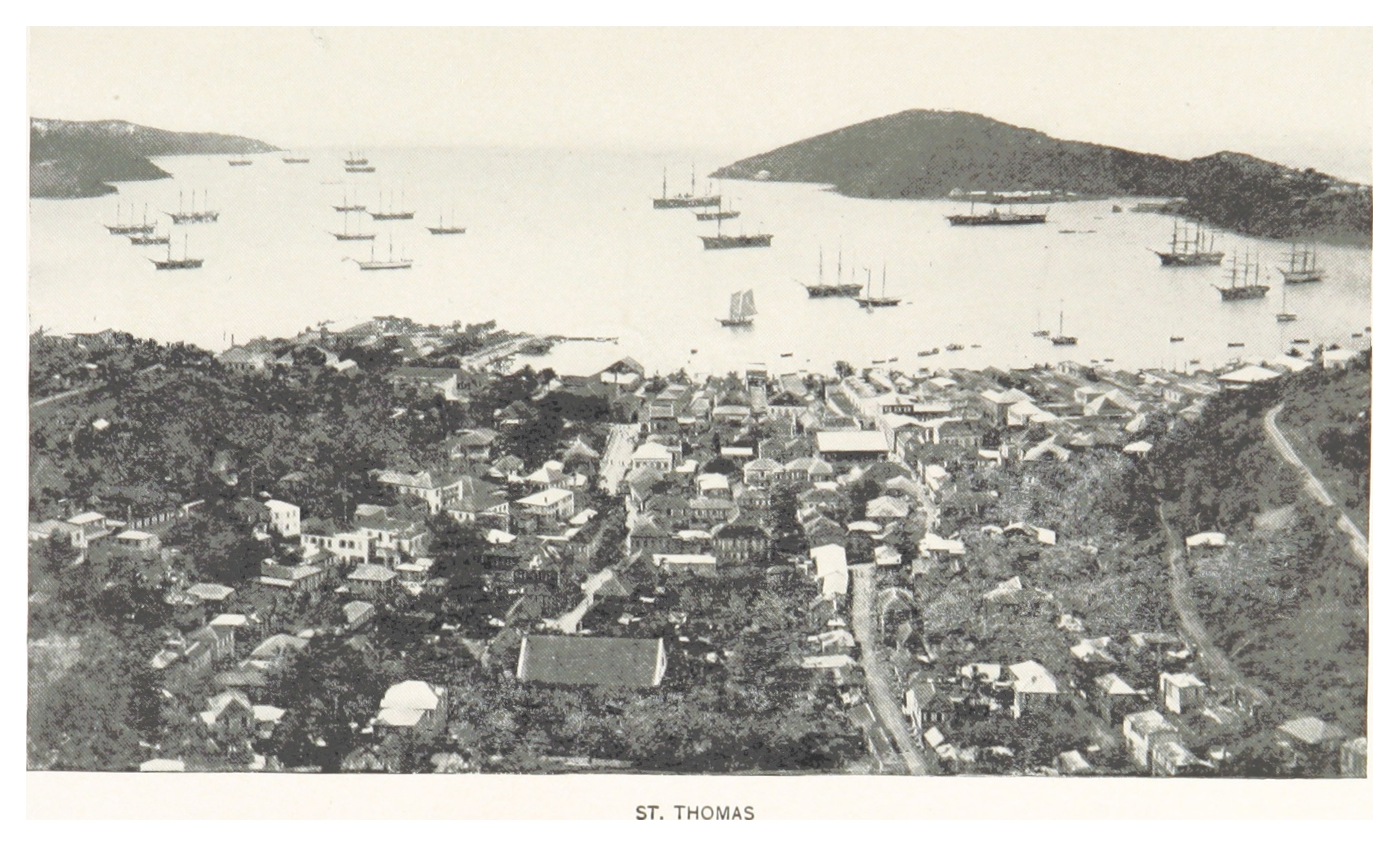
Шарлотта-Амалия, 1893 г.

В 1877 году Колониальный совет, учреждённый ещё в 1852 году, принял постановление об обязательном образовании для всех островитян. Уже в следующем году на острове Санта-Крус вспыхнуло восстание, которое было жестоко подавлено. В октябре 1901 года в Копенгагене собрался форум из учёных, политиков и предпринимателей. На этом форуме было создано общество «Датские атлантические острова», которое было скорее просветительским, чем экономическим или политическим. В результате, в 1902 году, с правительством США возобновились переговоры о продаже островов. Правительство США предложило Дании 5 миллионов долларов за три острова. В этом же году был подписан трактат, но он не был ратифицирован нижней палатой датского парламента, так как многие депутаты находились под влиянием акционеров Восточно-Азиатской компании. В 1915 году в Копенгаген прибыл один из лидеров бывших рабов, Гамильтон Джексон, который попытался привлечь внимание правительства к проблемам островов. Единственным результатом поездки стала отправка в колонию крейсера «Валькириен».

### Продажа колонии

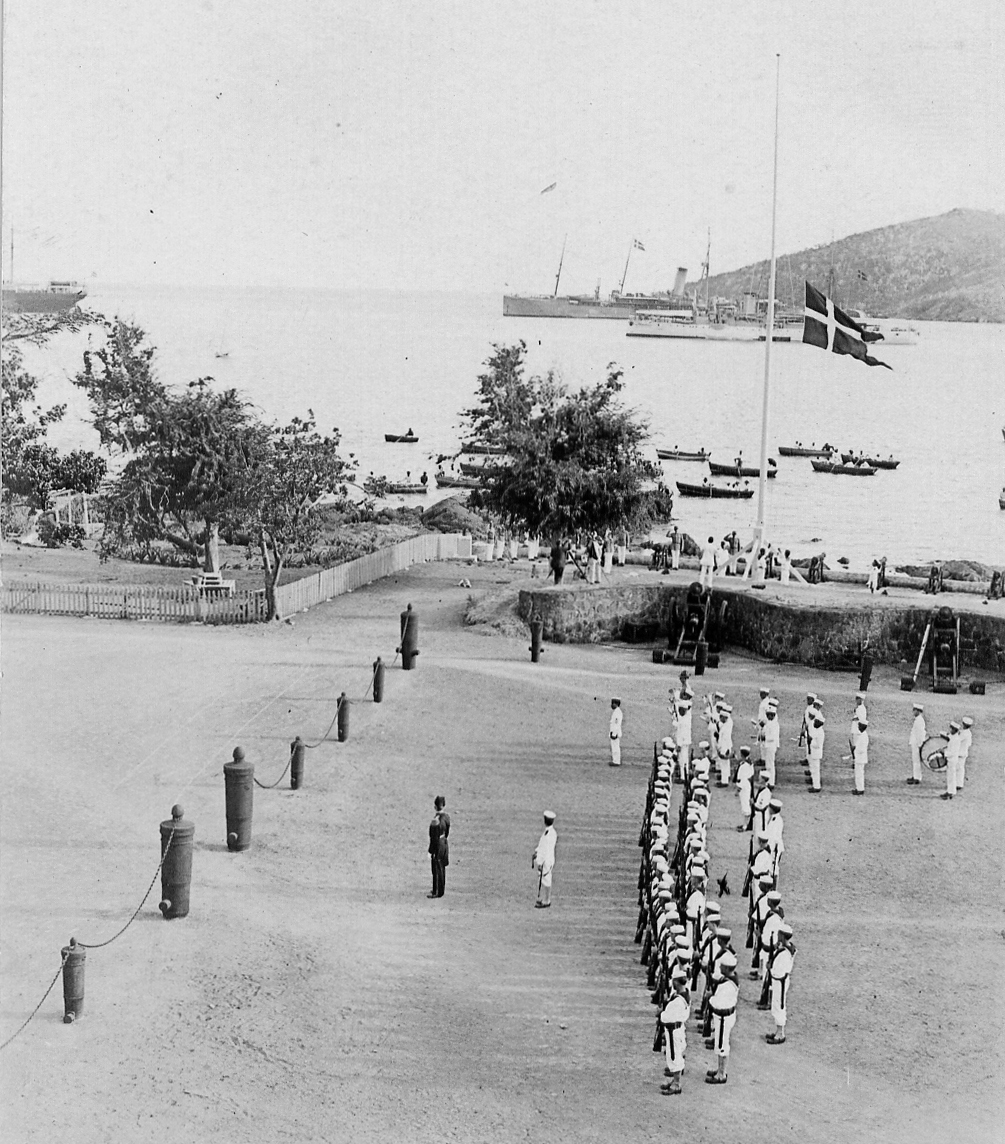
Спуск датского флага на острове Санта-Крус, 31 марта 1917 г.

Осенью 1914 года, когда возникла реальная угроза оккупации островов немецкими войсками и установление тем самым контроля над восточным входом в Панамский канал, правительство США предложило Дании купить острова. Уже в январе 1916 года предварительный договор был готов. Согласно данному документу, США покупали у Дании её колонию в обмен на 25 миллионов долларов и признание права Дании на владение Гренландией. Но политические круги Датского королевства не были осведомлены о грядущей сделке, поэтому разразился грандиозный скандал. В результате в конфликт вмешался король Кристиан X. Конституция страны была изменена и 14 декабря, в ходе национального референдума 1916 года, жители Дании одобрили сделку, отдав 64,2 % голосов за продажу Датской Вест-Индии. Неофициальный референдум того же года, проведённый среди жителей островов, закончился с результатом 99,83 % также в пользу сделки. 17 января 1917 года Дания продала свои владения в составе Виргинских островов Соединённым Штатам Америки за 25 миллионов долларов (87 миллионов датских крон), что равнялось полугодовому бюджету датского государства. 31 марта того же года все формальности были завершены, территория стала американской.

## Работорговля

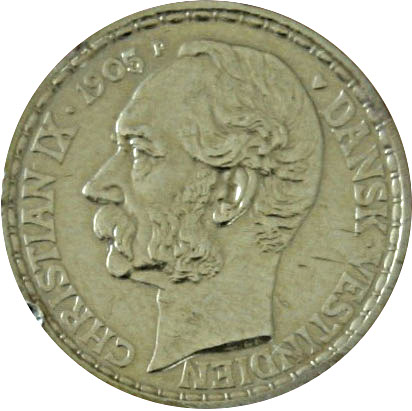
20 франков с изображением Кристиана IX

В XVII — начале XVIII веков датская Вест-Индская компания процветала, ведя треугольную торговлю, поставляя рабов из Африки и получая мелассу и ром в Вест-Индии. Компания занималась всеми делами датских вест-индских колоний до 1754 года, когда правительство выкупило все акции компании и формально упразднило её, а острова перешли в ведение Доходной Палаты. Ещё в 1733 году была проведена дифференциация рабов и прочего имущества плантаторов и рабовладельцев. В 1755 году датский король Фредерик V издал указ, согласно которому рабы получали медицинскую помощь в случае болезни и по наступлении старости. Однако администрация колонии имела право корректировать или совсем не принимать указы датского правительства и указ о предоставлении медицинской помощи принят не был. В 1765 году копенгагенский купец Хеннинг Баргум создал «Общество работорговли», которое должно было содействовать развитию этого вида коммерции.
По состоянию на 1778 год датчане ежегодно перевозили в свою колонию до 3000 негров-рабов. В 1792 году тогдашний министр финансов Шиммельман начал обсуждение проблемы работорговли в прессе, в результате чего король Кристиан VII подписал указ, запрещающий ввоз рабов в метрополию и колонии, однако вступить в силу должен был он только спустя 10 лет, то есть в 1802 году. Кроме того, датское правительство выделило плантаторам крупные кредиты в качестве компенсации. Но несмотря на это никаких значительных изменений в эксплуатации и быте рабов не произошло, кроме запрета на работу на плантациях беременных рабынь, так как дети рабов должны были стать единственным источником возобновления рабочей силы. В 1802 г. произошёл прецедентный процесс, в ходе которого судья Эрстед (будущий премьер-министр) приговорил Ханса Йонатана, бывшего раба, перевезенного из Вест-Индии в Данию, к возвращению хозяевам в качестве раба, несмотря на то, что рабство было уже недействительным в Дании, на том основании, что бывшие собственники намеревались продать его в Вест-Индию. После приговора Ханс Йонатан бежал в Исландию и никогда не был возвращён бывшим хозяевам.
В 1837 году губернатор Петер фон Шольтен установил границы физического наказания рабов. Кроме того, негры получили право на имение собственности, а понятие раб было выведено и заменено словом «несвободный». В 1847 году король Дании издал декрет, что все дети рабов рождённые после его опубликования объявляются свободными, а ещё через 12 лет рабство должно быть отменено полностью. В 1848 году на острове Сент-Круа вспыхнул мятеж рабов, в результате которого рабство было отменено вообще.
Всего же за XVII—XVIII века датчане вывезли из Африки в свою колонию от 100000 до 120000 африканцев, что составляет 2 % от общего числа африканцев, вывезенных европейцами в Америку в XVI—XIX веках.

## Внутренняя политика

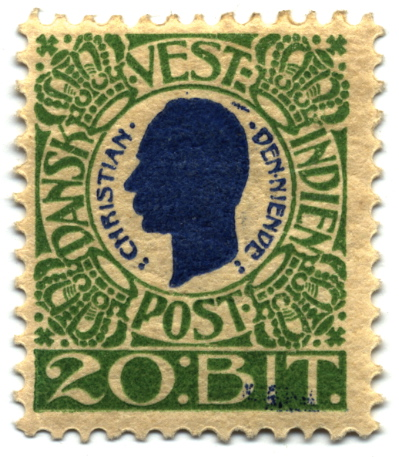
Марка 1905 года номиналом 20 бит

### Денежная единица
Первоначально в колонии вообще отсутствовала денежная система. Господствовал товарообмен, а расчётной единицей был фунт сахара. С переходом колонии в собственность государства в колонии была введена собственная денежная единица — вест-индский ригсдалер. В 1849 году вест-индский ригсдалер был выведен из обращения и заменён вест-индским даллером. Номинал валюты указывался как на датском (в далерах), так и на английском (в долларах). Также в обращении были иностранные монеты с надчеканкой в виде вензеля «FR» с короной. В 1869 году началась чеканка монет в центах. В 1904 году был учреждён Национальный банк Датской Вест-Индии, получивший исключительное право эмиссии. В это же время колония приняла стандарты Латинского Валютного Союза, однако официально не присоединилась к нему.

### Религия
В датской Вест-Индии были распространены разные верования, так как она была населена представителями многих культур. Правительство Дании и Церковь сотрудничали, поддерживая порядок в колонии. Церковь несла ответственность за нравственное воспитание, а правительство — за соблюдение порядка. Датские власти проявляли снисходительность к религиозным верованиям населения колонии, строго следя за соблюдением датских праздников. Именно из-за свободы вероисповедания в колонии на острова переселялись многие англичане и голландцы, спасавшиеся от преследований на религиозной почве. Но несмотря на свободу вероисповедания, многие африканские религии не признавались. Вера в анимизм и магию встречалась с презрением и считалась аморальной. Широко была распространена точка зрения, что если бы рабы приняли христианство, они стали бы жить лучше.

### Почта
Первый выпуск почтовых марок в датской Вест-Индии был произведён в 1856 году. В 1860—1877 годах на острове Сент-Томас работало британское почтовое отделение, использовавшее штемпель с индексом «С 51». В 1915 году выпуск марок на островах прекратился. В основном печатались марки, выполненные по распространенным датским шаблонам. В результате денежной реформы в 1905 году были выпущены новые марки. На марках номиналом 5 и 50 битов был изображён силуэт короля Кристиана IX, а на марках номиналом 1, 2 и 5 франков были изображён парусник «Ingolf» в гавани Сент-Томаса. После покупки Соединёнными Штатами Америки датской Вест-Индии марки бывшей датской колонии в течение нескольких месяцев оставались действительными.